# René Allio
René Allio (ur. 8 marca 1924 w Marsylii, zm. 27 marca 1995 w Paryżu) – francuski reżyser, scenarzysta i scenograf, także projektant dekoracji i wnętrz oraz malarz. Współpracownik R. Planchona.
Początkowo tworzył scenografie i dekoracje (zarówno dla potrzeb teatru, jak i filmu). Później zaczął samodzielnie reżyserować filmy. W 1972 roku otrzymał Nagrodę Specjalną Interfilm na forum "Nowe Kino" za produkcję Les Camisards.

## Filmografia (wybór)
- 1965: Starsza pani bez godności – reżyseria, scenariusz
- 1972: Les Camisards – reżyseria, scenariusz
- 1973: Trudny dzień dla królowej – reżyseria, scenariusz
- 1976: Ja, Piotr Rivière – reżyseria, scenariusz
- 1980: Powrót na Marsylię – reżyseria, scenariusz
- 1991: Tranzyt – reżyseria, scenariusz
- 1991: Przeciw zapomnieniu – reżyseria